# Đuro Đaković (podjetje)
Đuro Đaković Holding d.d. je hrvaški proizvajalec lokomotiv, vagonov, dvigal, oklepnih vozil, mostov, kotlov in druge težke mehanizacije. Sedež podjetja je v Slavonskem Brodu. Podjetje je poimenovano po hrvaškem aktivistu iz medvojnega obdobja Đuru Đakoviću. 
Leta 1921 je bila ustanovljeno podjetje Prva jugoslavenska tvornica vagona strojeva i mostova dd Brod na Savi. Industrialec Aleksandar Ehrmann je privabljal tuje investicije v tovarno.
Med 2. svetovno vojno je bila tovarna težko poškodovana. Po rekonstrukciji so tovarno preimenovali v Đuro Đaković Industrija šinskih vozila, industrijskih i energetskih postrojenja i čeličnih konstrukcija Slavonski Brod. V 1950-ih so sodelovali z ameriškim Babcock & Wilcox. Leta 1955 so proizvedli prvi dizelski motor. Leta 1945 je bilo v tovarni zaposlenih 1330 delavcev, leta 1952 okrog 2500, leta pa 1964 pa 4500. V tem obdobju so začeli licenčno proizvajati lokomotive GM-EMD. Podjetje je sodelovalo tudi pri gradnji Jedrske elektrarne Krško. Leta 1986 je bilo v podjetju zaposlenih kar 16000 delavcev. 
V 1980-ih so sodelovali s Deutz-Fahrom pri proizvodnji kmetijskih strojev. Đuro Đaković je tudi licenčno proizvajal sovjetske tanke T-72 kot M-84.